# Guerra Cretense (205–200 a.C.)
A Guerra de Creta de 205–200 a.C. foi um conflito militar que opôs o rei Filipe V da Macedónia, a Liga Etólia, várias cidades cretenses (entre as quais se destacaram Hierapitna e Olunte) e piratas espartanos a Rodes, Pérgamo, Bizâncio, Cízico e Cnossos.
Os macedónios tinham acabado de terminar a Primeira Guerra Macedónica e Filipe, antevendo uma oportunidade de derrotar Rodes, formou uma aliança com piratas etólios e espartanos, os quais começaram a atacar navios ródios. Filipe formou igualmente uma aliança com várias cidades cretenses importantes, como Hierapitna e Olunte. Filipe acreditava que a derrota de Rodes estava ao seu alcance devido aos estragos causados à frota e economia ródias pelas depredações dos piratas. Para ajudar a que o seu objetivo fosse cumprido, o rei macedónio fez ainda uma aliança com o imperador selêucida Antíoco, o Grande contra Ptolemeu V do Egito (os outros estados diádocos, como a Macedónia). Filipe começou por atacar os territórios de Ptolemeu e os aliados de Rodes na Trácia e em volta do Propôntida.
Em 201 a.C., Rodes e os seus aliados na Ásia Menor, Pérgamo, Bizâncio e Cízico, juntaram as suas frotas e derrotaram Filipe na Batalha de Quio. Alguns meses mais tarde, a frota macedónia derrotou os ródios ao largo da ilha de Lade, perto de Mileto. Enquanto Filipe saqueava o território pergameno e atacava cidades na Cária, Átalo dirigiu-se a Atenas para tentar criar uma diversão. Conseguiu assegurar uma aliança com os atenienses, que declararam imediatamente guerra aos macedónios. Perante isso, o rei macedónio atacou Atenas com a sua frota e alguma infantaria. Porém, os romanos exigiram-lhe que retirasse, pois se não o fizesse enfrentaria uma guerra com Roma.
Após ter sofrido uma derrota frente às frotas ródia e pergamena, Filipe retirou, mas não sem antes ter atacado Abidos, no Helesponto. Abidos caiu após um longo cerco e a maior parte dos seus habitantes suicidou-se. Filipe rejeitou o ultimato dos romanos para parar de atacar estados gregos e os romanos declararam guerra à Macedónia. Isto deixou as cidades de Creta da aliança sem aliados importantes, o que foi agravado pela aliança entretanto celebrada com Rodes por Cnossos, a maior cidade de Creta. Em face dessa situação, tanto Hierapitna como Olunte renderam-se e foram forçadas a assinar um tratado favorável a Rodes e a Cnossos.

## Contexto

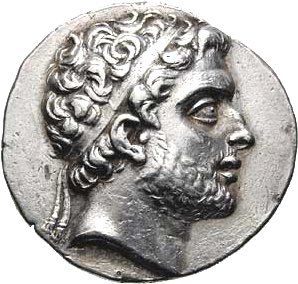
Efígie de Filipe V da Macedónia num dracma

Em 205 a.C., a Primeira Guerra Macedónica, entre a Macedónia e Roma, terminou com a assinatura do Tratado de Fenice, nos termos dos quais os macedónios não estavam autorizados a expandir-se para ocidente. Por seu lado, Roma estava preocupada com Cartago e Filipe esperava poder tirar partido disso para tomar o controlo do mundo grego. Ele sabia que uma aliança com Creta ajudaria a concretizar as suas ambições e por isso começou a pressionar os cretenses para atacarem interesses ródios.
Creta encontrava-se então dividida, na sequência da Guerra de Licto (220 a.C.), que opôs várias cidades da ilha, divididas em duas fações, uma liderada por Licto e outra por Cnossos e Gortina. Durante essa guerra, as aliadas de Licto Polirrénia e Lapa pediram ajuda a Filipe, que então estava em guerra com os etólios, aliados de Cnossos. Após a guerra, Filipe detinha o controlo da maior parte da ilha e em 216 a.C. foi reconhecido como "patrono de Creta" (em grego: πϱοστατης; prostátēs), o que constituía um grande passo para o almejado controlo do mar Egeu.
Foi provavelmente nesta época que as cidades cretenses se organizaram na forma de uma liga, em grego: Κοινόν, ou assembleia dos cretenses, na qual Cnossos e Gortina eram preponderantes. Este organismo era composto por um conselho e uma assembleia popular que se reunia principalmente em Cnossos. Aparentemente, deve-se a essa liga um esforço de legislação e de regulação das relações entre as cidades cretenses com o objetivo de manter a paz. Doravante, a liga foi muito útil para a política egeia de Filipe.
Após ter derrotado Pérgamo, o estado grego dominante na Ásia Menor, e ter-se aliado com a Etólia, Rodes passou a ser a potência grega importante que se opunha a Filipe. A ilha-estado de Rodes dominava economicamente e militarmente o sudeste do Mediterrâneo e, apesar de ser formalmente aliada de Filipe, também era aliada da República Romana, inimiga da Macedónia.
Filipe também procurou consolidar a sua posição como maior potência nos Bálcãs. Nesse sentido, marchou com as suas tropas para a fronteira norte da Macedónia e infligiu uma derrota esmagadora aos Ilírios, que perderam 10 000 homens em batalha. Com a sua fronteira a norte segura, Filipe pôde concentrar a sua atenção no mar Egeu.

## Ações antes da declaração de guerra

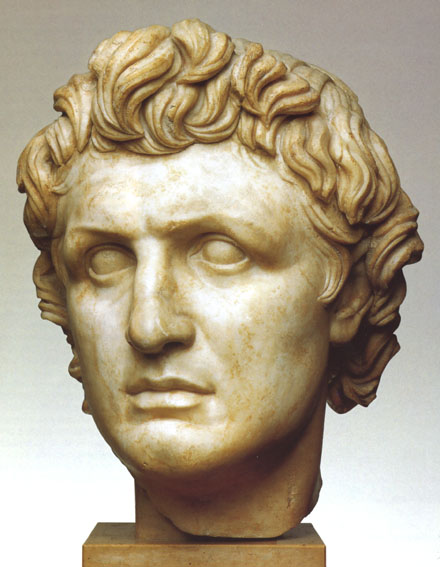
Busto de, rei de Pérgamo, o principal aliado de Rodes contra os macedónios

O tratado de Fenice proibia Filipe de se expandir para ocidente, em direção à Ilíria ou à costa adriática, o que levou o rei macedónio a virar a sua atenção para o mar Egeu, onde começou a construir uma grande frota.
No século III a.C., as tarefas de policiamento dos mares eram asseguradas principalmente pelos navios de Rodes. Esse policiamento dirigia-se especialmente contra a pirataria em alto mar. A relativa calma que se vivia na ilha propiciava a prosperidade dos comerciantes ródios, o que levou a que Rodes tomasse a seu cargo a vigilância marítima necessária à manutenção das relações comerciais.
Segundo Diodoro Sículo, os cretenses, que tinham uma longa tradição de pirataria, começaram a lançar expedições piratas com sete navios. A posição preponderante de Filipe em Creta permite teorizar que ele deve ter contribuído para a decisão dos cretenses de lançar ataques piratas contra interesses comerciais ródios. Para o historiador Theocharis Detorakis, a estratégia de Filipe para abalar o domínio marítimo de Rodes passava não só pela guerra mas também pela pirataria.
Além dos cretenses, o rei macedónio convenceu também os etólios e os espartanos a tomarem parte nesse empreendimento. O incentivo para essas nações era a promessa de vastos butins dos navios ródios capturados. Não se sabe quais foram as cidades cretenses envolvidas nos raides piratas, mas geralmente são apontadas pelo menos Gortina (a cidade que liderava a liga cretense), Hierapitna e Eleuterna (esta estava em conflito aberto com Rodes).
As relações de Esparta com algumas cidades cretenses, especialmente as de Creta Ocidental, eram já antigas. Segundo Políbio, o tirano de Esparta Nábis associou-se aos atos de pirataria dos cretenses a partir de 205 a.C. O historiador francês Pierre Brulé concluiu que Nábis participou seguidamente na guerra contra Rodes ao lado dos cretenses, onde certamente tinha cidades suas aliadas com as quais podia contar para o apoiarem durantes as operações de pirataria. Segundo Tito Lívio, infestou de navios piratas as águas em volta do cabo Maleia, no sudeste do Peloponeso e a noroeste de Creta, e tirou grandes proveitos dessa atividade de pirataria.
Filipe enviou o pirata etólio Dicearco para um raide marítimo em larga escala no Egeu, confiando-lhe 20 navios e ordenando-lhe que cobrasse tributos nas ilhas a fim de ajudar os cretenses na guerra contra Rodes. À semelhança dos cretenses, Dicearco não se limitou à pirataria em alto mar e levou a cabo assaltos em terra, obrigando as ilhas das Cíclades e territórios ródios que devastou a pagarem tributos.
No final do ano 205 a.C., Rodes tinha sido significativamente enfraquecida por essas ações ofensivas e Filipe viu nisso a sua oportunidade de colocar em prática a segunda parte do seu plano, que passava pelo confronto militar direto. Para ser mais eficaz, convenceu Hierapitna, Olunte e outras cidades do leste de Creta a declararem guerra a Rodes. Adicionalmente, Filipe pretendia enfraquecer a capacidade naval dos ródios através de estratagemas. Logrou fazê-lo enviando o seu agente Heráclides a Rodes, onde este conseguiu incendiar 13 abrigos de barcos. Polieno descreve esse episódio:
| “ | Heráclides, arquiteto de Taranto, tinha prometido a si mesmo incendiar a frota ródia. Infligiu maus tratos a si próprio e ao chegar a Rodes disse: "refugio-me junto de vós, pois é por causa de vós que eu fui maltratado e perseguido por Filipe. Ele queria-vos fazer guerra e eu tentei impedi-lo e para vos fazer ver que digo a verdade, eis as cartas que ele escreveu aos cretenses para os exortar a atacar-vos em conjunto com ele". Os ródios deixaram-se persuadir pelas cartas e acolheram Heráclides. Numa noite de muito vento, pegou fogo aos arsenais e estaleiros dos ródios, que foram todos queimados com as galés que ali se encontravam. | ” |
|   | — Polieno . |   |

## Início oficial da guerra e primeiras campanhas
O início de forma mais oficial da guerra pode ter sido marcado pelo ataque de Hierapitna a Calímnos em 205 a.C. Essa cidade estava então dependente de Cós e era aliada de Rodes; um decreto da cidade menciona — «a guerra foi trazida contra nós injustamente por hierapitnianos» (Polémou exénechthentos hypo Ierapytniôn adikôs). Ao contrário dos ataques precedentes, este não se tratou de pirataria em alto mar, mas sim de assaltos à costa, feitos com recursos a grandes e pequenos navios cheios de homens.
A resposta inicial de Rodes à declaração de guerra foi diplomática: pediram ajuda à República Romana contra Filipe. Os romanos, porém, estavam reticentes em relação a envolverem-se noutra guerra, pois a Segunda Guerra Púnica ainda mal tinha terminado. O senado romano tentou persuadir a população a entrar na guerra, principalmente depois de Pérgamo, Bizâncio e Cízico terem nela entrado ao lado de Rodes, mas não conseguiu demover o forte sentimento antiguerra da população.
Logo após a guerra entre Rodes e Creta ter sido oficialmente declarada, sabe-se que houve ataques contra a ilha de Nísiros, aliada de Rodes. Os cretenses levaram a cabo um segundo ataque a Cós e Calímnos. Desta vez, as fontes não mencionam a participação de Hierapitna, mas de "inimigos" que voltaram com forças importantes. Aparentemente, a hipótese de ter sido apenas essa cidade a empreender o ataque pode ser excluída. A dimensão desses segundos ataques foi consideravelmente maior e uma só cidade não poderia ter os meios materiais necessários para os levar a cabo com sucesso. Um tal Lisandro, navarco de Cós, foi ao encontro dos cretenses ao largo do cabo Laketer e derrotou a frota cretense.
Nessa altura, Filipe provocou ainda mais Rodes atacando Cio, uma cidade costeira da Propôntida que fazia parte da Liga Etólia. Apesar das tentativas de Rodes e de outros estados para mediar um acordo, Filipe tomou e arrasou Cio e a vizinha Mirleia, outra cidade da Liga Etólia. Depois disso, Filipe entregou estas cidades ao seu cunhado Prúsias I, rei da Bitínia, que reconstruiu e rebatizou as cidades com o seu próprio nome (Prusa, atualmente Bursa) e da sua mulher (Apameia, antes chamada Mirleia). Em troca destas cidades, Prúsias prometeu continuar a expandir o seu reino conquistando territórios a Pérgamo (a última guerra entre os reinos da Bitínia e de Pérgamo tinha terminado em 205 a.C.). A tomada dessas cidades também provocou a ira dos etólios, pois eram suas aliadas. A aliança entre a Etólia e a Macedónia só se mantinha devido ao receio que os etólios tinham de Filipe e estes incidentes pioraram as já precárias relações entre os dois estados.
A seguir, Filipe compeliu as cidades de Lisimáquia, na Trácia, e Calcedónia, junto à margem oriental da entrada sul do Bósforo, que também integravam a Liga Etólia, a quebrar a sua aliança com os etólios, provavelmente com ameaças de violência.

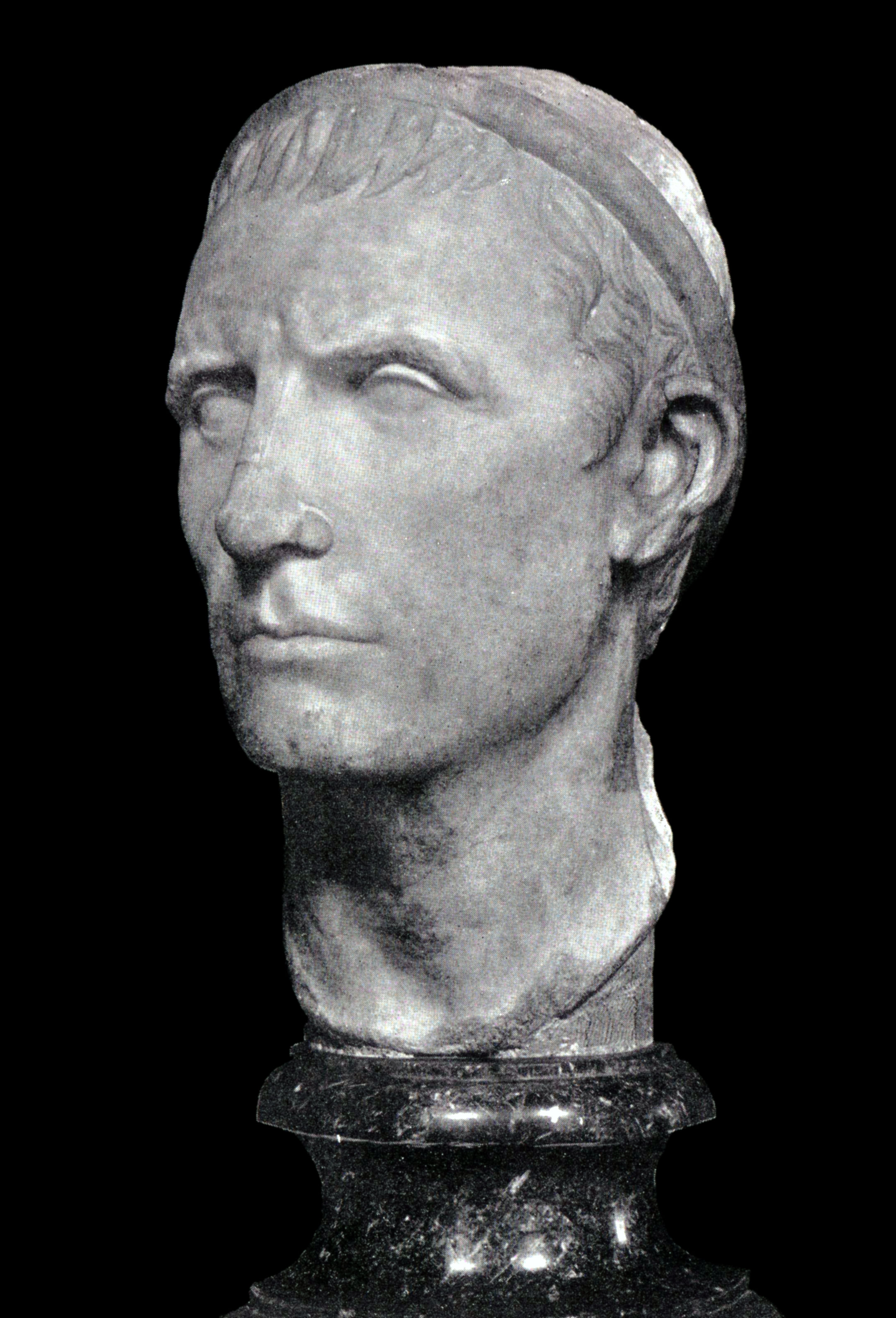
Busto de, o o imperador selêucida aliado de Filipe V

Na viagem de volta, a frota macedónia parou na ilha de Tasos, ao largo da Trácia. O general macedónio Metrodoro foi à capital epónima da ilha onde se encontrou com emissários da cidade. Estes disseram que Tasos se renderia aos macedónios se estes respeitassem as seguintes condições: não colocarem uma guarnição na ilha; não exigirem tributos nem soldados para servir no exército macedónio; permitirem que os habitantes continuassem a usar as suas próprias leis. Metrodoro respondeu que o seu rei aceitava as condições e os tasianos abriram as portas da sua cidade aos macedónios. Uma vez dentro das muralhas, Filipe ordenou aos seus soldados que escravizassem todos os cidadãos, que depois foram vendidos, e que pilhassem a cidade. As ações de Filipe durante esta campanha tiveram um impacto drástico na sua reputação entre os estados gregos, que as consideraram ao nível dos raides selvagens dos etólios e dos romanos durante a Primeira Guerra Macedónica.
Em 204 a.C. ou na primavera de 203 a.C. foi contactado por Sosíbio e Agátocles, os ministros do jovem faraó Ptolemeu V. Estes procuravam arranjar um casamento entre Ptolemeu e a filha de Filipe para selar uma aliança contra o imperador selêucida Antíoco III Magno, que pretendia expandir o seu império à custa do Egito. No entanto, Filipe recusou a proposta e, no inverno de 203–202 a.C., formou uma aliança com Antíoco e juntos acordaram a partição do Império Ptolemaico. Filipe concordou em ajudar Antíoco a tomar o Egito e Chipre e Antíoco prometeu ajudar Filipe a tomar o controlo de Cirene (na atual Líbia), as Cíclades e a Jónia.
No final de 202 a.C., os etólios enviaram embaixadores a Roma para negociarem uma aliança contra Filipe. A agressão macedónia tinha convencido a Liga Etólia que necessitava mais protetores para manter a sua posição. Contudo, os romanos rejeitaram os enviados etólios devido ao facto de no passado recente a Etólia ter chegado a acordo com a Macedónia para pôr termo à Primeira Guerra Macedónica. A posição dos romanos encorajou Filipe a continuar com a sua campanha militar no Egeu. O rei macedónio considerava que o controlo do Egeu era vital para manter o seu domínio regional. Dominando o Egeu, ele estava em condições de isolar Pérgamo e simultaneamente restringir as tentativas de interferência de Roma no Mediterrâneo Oriental.

## Guerra contra Pérgamo e Rodes
Tendo concluído o tratado com os selêucidas, Filipe mandou o seu exército atacar os territórios de Ptolemeu na Trácia. A adesão à aliança ródia do rei de Pérgamo, Átalo I, provocou a ira de Filipe, levando-o a invadir territórios pergamenos. Porém, antes de ter preparado uma campanha contra a frota de Filipe no mar Egeu, Átalo tinha reforçado as muralhas da sua capital. Com esta e outras precauções, o rei de Pérgamo esperava evitar que Filipe tomasse um butim muito avultado do seu território. Constatando que a cidade tinha poucos soldados a defendê-la, Filipe mandou as suas tropas de vanguarda atacá-la, mas estas foram facilmente repelidas. Tendo concluído que as muralhas da cidade eram demasiado fortes, Filipe retirou depois de destruir alguns templos, incluindo o templo de Afrodite e o santuário de Atena Nicéforo.

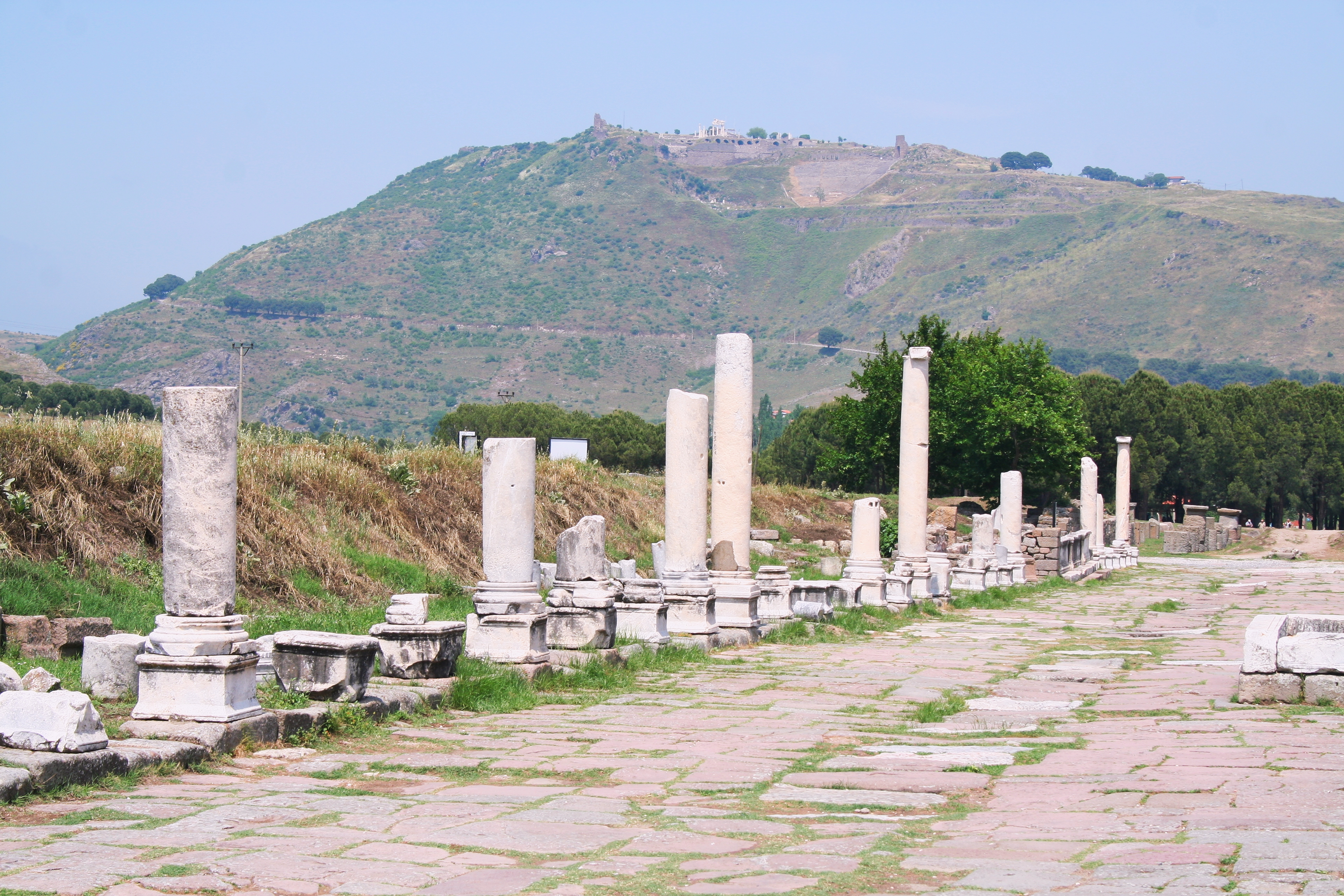
Vista da acrópole de Pérgamo com o Santuário de Esculápio em primeiro plano

Depois de capturarem Tiatira (moderna Akhisar), na fronteira entre a Lídia e a Mísia, os macedónios avançaram para saquear a planície de Tebe, mas o butim foi menos valioso do que se esperava. Quando chegou a Tebe, Filipe pediu mantimentos aos governador selêucida da região, o general Zêuxis, mas o que este ofereceu não foi substancial.
Depois de retirar dos territórios pergamenos, Filipe e a sua frota rumaram a sul e depois de submeter as Cíclades tomou a ilha de Samos a Ptolemeu V, capturando a frota egípcia que ali estava estacionada. A frota macedónia rumou então para norte e cercou a ilha de Quio. Filipe planeava usar as ilhas setentrionais do Egeu como pontos de apoio à sua rota em direção a Rodes. O cerco não correu de feição aos macedónios e a situação piorou quando as frotas reunidas de Pérgamo, Rodes e dos seus novos aliados Cós, Cízico e Bizâncio se aproximaram tanto pelo norte como pelo sul. Apercebendo-se que os aliados inimigos tentavam cortar-lhe a linha de retirada, Filipe levantou o cerco e velejou para um porto amistoso. Porém, foi confrontado pela frota inimiga, o que precipitou a Batalha de Quio.
A armada naval macedónia, composta por cerca de 200 navios tripulados por 30 000 homens, era largamente superior em termos numéricos à frota da coligação ródia, que tinha 65 grandes navios de guerra, nove navios de médio porte e três trirremes. A Batalha de Quio começou com Átalo, que comandava a ala esquerda da coligação, a atacar a ala direita macedónia, enquanto a ala direita da coligação, comandada pelo almirante ródio Teofilisco, atacava a ala esquerda inimiga. Os aliados ganharam vantagem no seu flanco esquerdo e capturaram o navio-almirante de Filipe. O almirante deste, Demócrates, foi morto nos combates. Entretanto, no flanco direito aliado, os macedónios inicialmente conseguiram repelir os ataques, forçando os ródios a recuar. Teofilisco sofreu três golpes que lhe custariam a vida quando combatia no seu próprio navio-almirante, mas conseguiu juntar os seus homens e derrotar a abordagem dos macedónios. Os ródios usaram a sua perícia superior de navegação para incapacitar numerosos navios macedónios, virando o curso da batalha a seu favor.
No flanco esquerdo aliado, Átalo viu um dos seus navios ser afundado e o que estava junto a ele em perigo. Decidiu navegar para resgatá-los com dois quadrirremes e o seu navio-almirante. Nessa altura, o navio de Filipe ainda não se tinha envolvido nos combates, mas quando Filipe se apercebeu que o navio de Átalo se tinha distanciado da sua frota, resolveu atacá-lo com quatro quinquerremes e hemiólias. A ver Filipe aproximar-se, Átalo fugiu aterrorizado e foi forçado a ir para terra com os seus navios. Quando desembarcou espalhou moedas, túnicas de púrpura e outros artigos de luxo no convés do seu navio e fugiu para a cidade de Eritreia, na Jónia. Quando os macedónios chegaram à costa, pararam para recolher o saque. Pensando que Átalo tivesse morrido durante a perseguição, os macedónios rebocaram o navio almirante pergameno.
Após a fuga do seu monarca, a frota pergamena retirou para norte. No entanto, tendo sido derrotada pelos ródios, a ala esquerda macedónia parou de combater e retirou para se juntar à sua ala direita vitoriosa. Esta retirada permitiu que os ródios navegassem para o interior do porto de Quio sem serem molestados. Embora a batalha não tivesse sido decisiva, ela representou um revés significativo para Filipe, que viu 92 dos seus navios afundados e 7 capturados. No lado da coligação ródia, os pergamenos tiveram três navios destruídos e dois capturados e os ródios tiveram um navio afundado e nenhum capturado. Durante a batalha, os macedónios perderam 6 000 remadores e 3 000 marinheiros, além de 2 000 homens capturados. As baixas entre os aliados foram significativamente mais baixas, com 130 mortos (60 ródios e 70 pergamenos) e 600 capturados. O historiador Peter Green descreve a derrota macedónia como "incapacitante e custosa", com Filipe tendo sofrido mais baixas do que tinha alguma vez sofrido antes.
Depois desta batalha, os almirantes ródios decidiram deixar Quio e rumar de volta para casa. No caminho para Rodes, o almirante ródio Teofilisco morreu devido aos ferimentos que tinha sofrido durante a batalha, mas antes de morrer nomeou Cleoneu como seu sucessor. Quando a frota ródia navegava no estreito entre Lade e Mileto, na costa da Ásia Menor, foi atacada pela frota macedónia. No confronto que se seguiu, conhecido como Batalha de Lade, Filipe saiu vencedor e os ródios foram forçados a retirar para Rodes. O milésios ficaram impressionados com a vitória dos macedónios e enviaram a Filipe e Heráclides coroas de vitória quando as tropas macedónias entraram em território milésio. Uma das cidades onde tal aconteceu foi Hiera Cone.

## Campanha na Ásia Menor e confrontos em Atenas
Desapontado com as pilhagens na Mísia, Filipe dirigiu-se para sul e saqueou as cidades da Cária. Atacou Prinasso, que inicialmente resistiu com valentia, mas quando a artilharia macedónia foi montada e Filipe enviou um emissário à cidade oferecendo a possibilidade dos habitantes deixarem a cidade desarmados, caso contrário seriam todos mortos, os cidadãos escolheram a primeira opção. Nessa fase da campanha, o exército macedónio debatia-se com falta de mantimentos, pelo que se apossou de Mios, que foi dada aos magnetos em troca de mantimentos. Como os magnetos não tinham cereais, Filipe negociou figos que dessem para alimentar todo o seu exército. Subsequentemente, Filipe virou para norte para conquistar numa sucessão rápida as cidades de Iaso, Bargília, Euromo e Pedasa.
Enquanto a frota de Filipe estava a invernar em Bargília, as frotas reunidas de Pérgamo e de Rodes bloquearam o porto. A situação no campo macedónio tornou-se de tal forma grave que os macedónios estiveram prestes a render-se. A situação foi de alguma forma aliviada por mantimentos enviados por Zêuxis. Filipe recorreu então à astúcia, enviando um desertor egípcio a Átalo e aos ródios dizendo-lhes que ele estava a preparar-se para atacar os aliados no dia seguinte. Ao saber disto, Átalo e os ródios começaram a preparar a frota para o ataque iminente. Enquanto os inimigos estavam atarefados na sua preparação, Filipe passou sorrateiramente por eles à noite, deixando numerosos fogos a arder em terra para dar a aparência que os macedónios continuavam em terra.
Ao mesmo tempo que decorria a campanha de Filipe na Cária, os seus aliados acarnanos envolveram-se numa guerra com Atenas, na sequência dos atenienses terem matado dois atletas acarnanos. Os acarnanos queixaram-se a Filipe desta provocação e o rei macedónio enviou uma força comandada por Nicanor, o Elefante para ajudar no ataque de Acarnânia na Ática. Os macedónios e os seus aliados pilharam a Ática antes de atacarem Atenas. Os invasores chegaram até à Academia de Atenas quando os embaixadores romanos na cidade ordenaram aos macedónios que retirassem ou enfrentariam uma guerra com Roma.

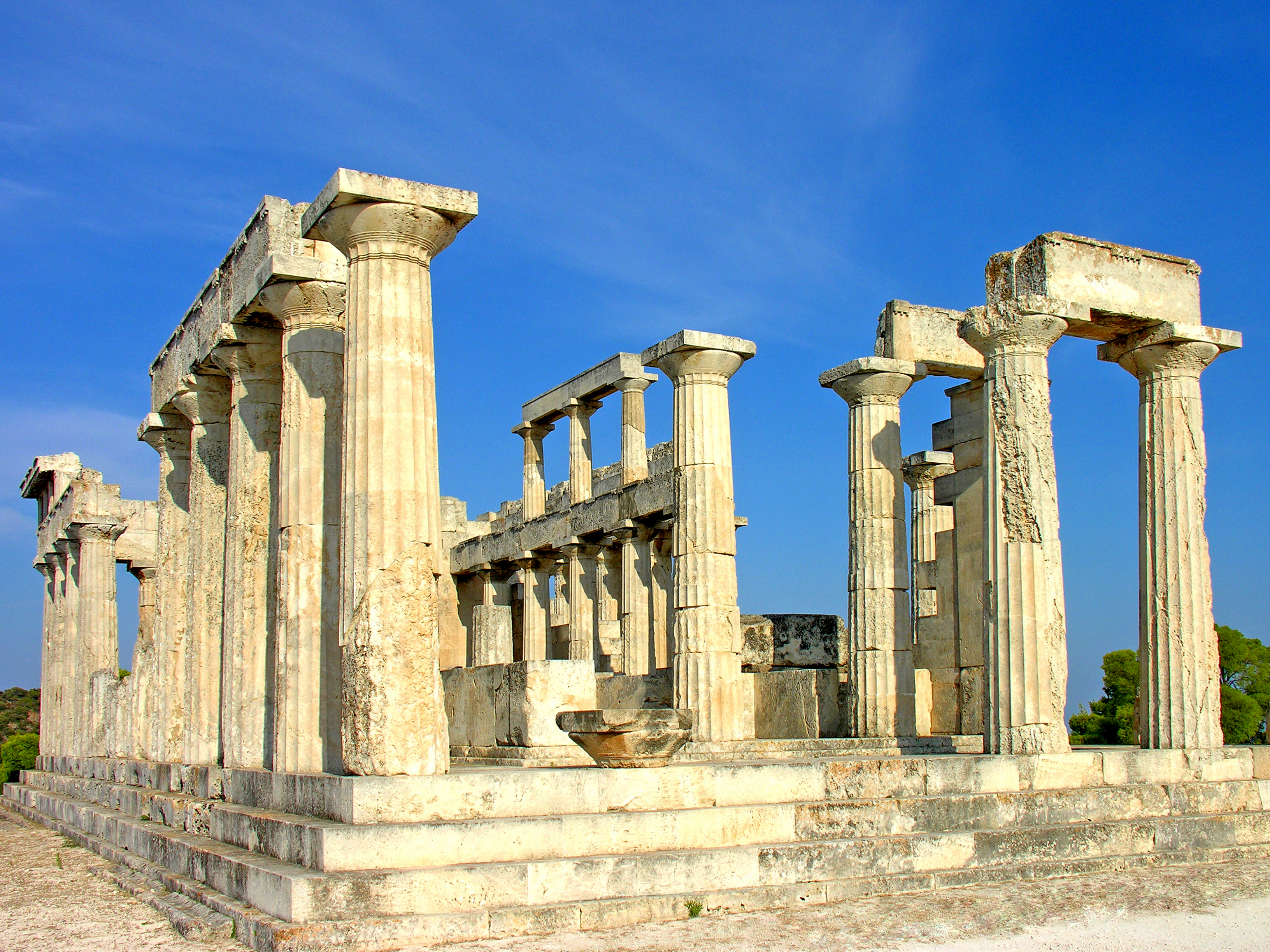
Templo de Afaia, na ilha de Egina

Logo após a sua frota ter escapado do bloqueio ródio-pergameno, Filipe ordenou que um esquadrão rumasse a Atenas. Este esquadrão entrou no Pireu e capturou quatro navios atenienses. Quando os macedónios retiravam, a frota ródio-pergamena, que tinha seguido os navios de Filipe ao longo do Egeu, apareceu vinda da base aliada em Egina e atacou os macedónios. Os aliados derrotaram a frota macedónia e recuperaram os navios atenienses, que devolveram a Atenas. Os atenienses ficaram de tal forma contentes com o resgate que substituíram as tribos pró-macedónias recentemente abolidas, a Demétrias e a Antigónida, pela tribo Atálida, em homenagem a Átalo, além de destruírem os monumentos anteriormente erguidos em homenagem a reis macedónios. Átalo e os ródios convenceram a assembleia ateniense a declarar guerra aos macedónios.
A frota pergamena navegou de volta para a sua base em Egina e os ródios rumaram às ilhas macedónias desde Egina até Rodes, para as conquistarem, tendo-as atacado todas exceto Andros, Paros e Cítnos. Filipe ordenou a Filoces, o seu prefeito na ilha de Eubeia, que atacasse novamente Atenas com 2 000 soldados de infantaria e 200 cavaleiros. Filoces não conseguiu capturar Atenas mas devastou os campos em volta da cidade.

## Intervenção de Roma e cerco de Abidos

Mapa do Quersoneso da Trácia (designação da época da atual península turca de Galípoli)

Entretanto, delegações de Rodes, Pérgamo, Egito, Atenas e das cidades antimacedónias de Creta foram a Roma para falarem ao senado. Quando lhes foi concedida uma audiência, informaram o senado do tratado entre Filipe e Antíoco e queixaram-se dos ataques macedónios aos seus territórios. Em resposta a estas queixas, os romanos enviaram três embaixadores — Marco Emílio Lépido, Caio Cláudio Nero e Públio Semprónio Tuditano — ao Egito com ordens para ir a Rodes depois de falarem com Ptolemeu.
Enquanto isso, Filipe atacou e ocupou as cidades da Trácia que ainda eram de Ptolemeu: Maroneia, Cípsela, Dorisco, Serreu e Emo. Os macedónios avançaram depois para o Quersoneso da Trácia (designação da época da atual península turca de Galípoli), onde capturaram as cidades de Perinto, Sesto, Eleu, Alopeconeso, Calípolis e Mádito. Filipe dirigiu-se em seguida à cidade de Abidos, defendida por uma guarnição mista de ródios e pergamenos. Os macedónios iniciaram o cerco da cidade bloqueando-a por mar e por terra para evitar a chegada de reforços ou mantimentos. O sitiados desbarataram alguns dos engenhos de cerco dos macedónios, incendiando-os com projéteis das suas catapultas. Tendo ficado com as suas armas de cerco destroçadas, os macedónios começaram a escavar debaixo das muralhas da cidade, acabando por conseguir derrubar a muralha externa.
A situação tornou-se muito grave para os sitiados, que decidiram enviar dois dos seus cidadãos mais proeminentes a Filipe para negociarem os termos de um acordo de paz. Os emissários foram recebidos pelo rei macedónio, a quem ofereceram a rendição na condição das guarnições ródia e pergamena serem autorizadas a sair sob uma trégua e que todos os habitantes pudessem sair com as suas roupas e irem para onde quisessem. Apesar desses termos serem praticamente de uma rendição incondicional, Filipe respondeu que eles "deviam render-se sem condições ou lutar como homens".
Sabendo da resposta de Filipe, os líderes de Abidos convocaram uma assembleia para decidirem o que fazer. Decidiram libertar todos os escravos para assegurar a sua lealdade, colocar todas as crianças e as suas amas no ginásio e todas as mulheres no templo de Ártemis. Também pediram a todos os habitantes que entregassem o seu ouro, prata e roupas mais valiosas para que pudessem ser carregadas nos navios de Rodes e de Cízico. Para levar a cabo estas tarefas, foram eleitos cinquenta cidadãos mais velhos de confiança. Seguidamente todos os cidadãos fizeram um juramento: «[...] logo que vissem a muralha interior ser capturada pelo inimigo, matariam as mulheres e crianças, pegariam fogo aos navios [...] e atirariam o ouro e a prata ao mar». No final deste juramento os sacerdotes foram chamados para a frente e todos prometeram que derrotariam o inimigo ou morreriam tentando fazê-lo.
Quando a muralha interior caiu, os homens, fiéis ao juramento, surgiram das ruínas e lutaram com grande valentia, forçando Filipe a enviar as suas tropas revezadamente para a linha da frente. Ao anoitecer, os macedónios retiraram para o seu acampamento. Nessa noite os habitantes de Abidos resolveram salvar as mulheres e crianças e ao romper do dia enviaram alguns sacerdotes e sacerdotisas a Filipe com uma grinalda rendendo-lhe a cidade.
Entretanto, Átalo navegou pelo Egeu até à ilha de Ténedos. O mais jovem dos embaixadores romanos, Marco Emílio Lépido, soube do cerco a Abidos quando se encontrava em Rodes, antes de se dirigir para Abidos. Logo que ali chegou, encontrou-se com Filipe. Nesse encontro, realizado fora da cidade, Lépido informou o rei macedónio das decisões do senado romano.

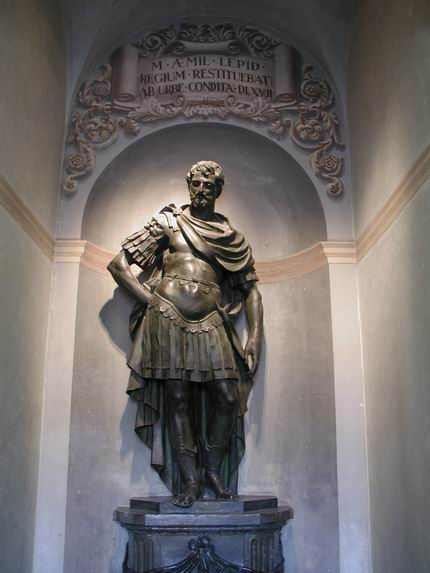
Estátua de Marco Emílio Lépido em Régio da Emília

| “ | O senado [romano] tinha resolvido ordenar-lhe [a Filipe] que não fizesse guerra com qualquer estado grego; nem interferisse nos domínios de Ptolemeu; e que submetesse a arbitragem as injúrias infligidas a Átalo e os ródios; e que se ele fizesse isso ele poderia ter paz, mas se recusasse obedecer ele teria prontamente guerra com Roma. Quando Filipe tentava mostrar que os ródios tinham sido os primeiros a atacá-lo, Marco interrompeu-o dizendo: "Mas o que dizer dos atenienses? E dos cianos? E dos abidenos neste momento? Algum deles te atacou primeiro?" O rei, sem resposta, disse: "Eu perdoo a arrogância ofensiva das tuas maneiras por três razões: primeiro, porque és um jovem e inexperiente em negociações; segundo, porque és o mais belo homem do teu tempo (isto era verdade); e terceiro, porque és um romano. Mas da minha parte, a minha primeira exigência aos romanos é que eles não deveriam quebrar os seus tratados ou ir para a guerra comigo; mas se eles o fizerem, eu vou defender-me o mais corajosamente que puder, apelando aos deuses que defendam a minha causa." | ” |
|   | — Relato de Políbio sobre o encontro de Marco Emílio Lépido com Filipe V. |   |

Quando Filipe entrou em Abidos, os abidenos tinham juntados todos os seus objetos de valor num monte, para que os macedónios pudessem apossar-se deles. O rei macedónio viu também pessoas a suicidarem-se e a matarem as suas famílias apunhalando-se, queimando-se, enforcando-se e atirando-se para poços e dos telhados. Isso impressionou-o de tal maneira, que anunciou três dias de tréguas a quem quisesse suicidar-se. Os abidenos, que estavam empenhados em seguir as ordens do decreto inicial, consideraram que isso equivalia a uma traição aos conterrâneos que já tinham morrido e recusaram viver sob esses termos. À exceção daqueles que estavam acorrentados ou sob restrições semelhantes, cada uma das famílias individualmente apressou as suas mortes.
Filipe ordenou depois outro ataque a Atenas. O seu exército fracassou nas tentativas de tomar quer Atenas quer Elêusis, mas devastou a Ática de uma forma que essa região não conhecia desde as guerras greco-persas. Em resposta, os romanos declararam guerra a Filipe e invadiram os seus territórios na Ilíria. O rei macedónio foi forçado a abandonar a sua campanha militar contra Rodes e Pérgamo para lidar com os romanos e com a situação na Grécia, dando início à Segunda Guerra Macedónica.
Após o fim da campanha de Filipe contra Rodes, os ródios estavam em condições de atacar Olunte, Hierapitna e as outras cidades cretenses aliadas dos macedónios. A busca dos ródios por aliados em Creta deu frutos quando a cidade cretense de Cnossos, percebendo que a guerra estava a ser ganha pelos ródios, decidiu juntar-se eles com o objetivo de ganhar supremacia em Creta. A seguir a Cnossos, muitas cidades do centro de Creta juntaram-se também a Rodes e Cnossos contra Olunte e Hierapitna. Vendo-se atacada em duas frentes, Hierapitna rendeu-se.

## Rescaldo

Mapa político do Mediterrâneo Oriental poucos anos depois do fim da Primeira Guerra de Creta

Nos termos do tratado assinado no fim da guerra, Hierapitna aceitou quebrar todas as relações e alianças com potências estrangeiras e colocar todos os seus portos e bases à disposição de Rodes. Olunte, em cujas ruínas foi encontrado o texto do tratado, teve que aceitar o domínio ródio. Rodes ficou assim com o controlo de uma parte significativa de Creta Oriental depois da guerra, o que lhe permitiu acabar com grande parte da pirataria naquela área. No entanto, os navios ródios continuaram a ser atacados por piratas, o que acabaria por conduzir à Segunda Guerra Cretense. A conclusão da guerra no Egeu deixou os ródios em condições de ajudar os seus aliados na Segunda Guerra Macedónica. Rodes retomou também o controlo das Cíclades e reafirmou a sua supremacia naval no Egeu.
A guerra não teve efeitos significativos a curto prazo no resto de Creta. Os piratas e mercenários da ilha continuaram as suas atividades depois do fim da guerra. Na Batalha de Cinoscéfalos, durante a Segunda Guerra Macedónica, três anos depois (197 a.C.), combateram arqueiros cretenses tanto ao lado dos romanos como ao lado dos macedónios.
A guerra teve pesadas consequências para a Macedónia, que perdeu uma frota que tinha levado três anos a construir e provocou a defeção para os romanos dos seus aliados gregos (a Liga Etólia e a Liga Aqueia). Pouco depois do fim da guerra, a tribo bárbara dos dardânios concentrou-se na fronteira norte da Macedónia, mas Filipe conseguiu repelir o ataque. No entanto, em 197 a.C. foi derrotado na Batalha de Cinoscéfalos pelos romanos e foi forçado a render-se. Com esta derrota, Filipe perdeu a maior parte dos seus territórios fora da Macedónia e teve que pagar um tributo de 1 000 talentos de prata aos romanos.
Átalo morreu em 197 a.C. e foi sucedido pelo seu filho Eumenes II, que deu continuidade às políticas antimacedónicas do pai. Os pergamenos abandonaram a guerra depois de terem tomado várias ilhas egeias que tinham estado na posse de Filipe e acabariam por tornar-se a principal potência da Ásia Menor, só tendo como rival o imperador selêucida Antíoco III Magno.

### Tratado entre Hierapitna e Rodes
Hierapitna, a cidade que iniciou a guerra, foi possivelmente uma das primeiras a concluir um acordo de paz com Rodes. A data geralmente apontada para esse acordo é 201 a.C., mas Pierre Brulé estima que ele pode ter acontecido logo em 205 a.C. Nos termos desse acordo, Hierapitna abriu os seus portos e ancoradouros aos ródios e comprometeu-se a dar apoio no caso de ameaças para os ródios ou de guerra entre Rodes e um aliado de Hierapitna. A cidade devia ainda combater ativamente a pirataria, em terra e no mar. O tratado concluído entre as duas cidades indica que se tratava de uma aliança, mas colocava a cidade cretense numa posição de inferioridade: ao abrir os seus portos e a cidade, Hierapitna perdia parte da sua independência. Apesar de tudo, não obstante as forças navais ródias terem acesso permanente aos portos de Hierapitna, aparentemente a cidade nunca teve uma guarnição ródia de forma permanente.
O principal interesse de Rodes no tratado com Hierapitna era ter uma cidade cretense que se podia virar contra os seus antigos aliados e foi por isso que, apesar da posição de força em que Rodes se encontrava, não desarmou a marinha de Hierapitna.

### Tratado entre Olunte e Rodes
Olunte, outra das principais cidades cretenses envolvidas na guerra, assinou um acordo de paz com Rodes em 201 a.C. Um fragmento duma inscrição encontrada em Olunte repete palavra a palavra alguns termos do acordo de paz entre Rodes e Hierapitna. Como esta última, Olunte prometia uma aliança, abrindo a cidade e os seus portos aos ródios. O acordo teria sido assinado depois do envio de uma embaixada de Olunte a Rodes, o que faz pensar que a cidade cretense devia encontrar-se em dificuldades, a ponto de pedir a paragem do conflito.

### Consequências para Nábis
O rei espartano Nábis foi derrotado pelos romanos em 195 a.C. e o general romano Flamino impôs-lhe várias condições, que incluíam a devolução dos navios apresados às cidades marítimas, a renúncia aos seus próprios navios e a entrega aos romanos de todas as cidades sobre as quais tinha controlo em Creta. Segundo Flamino, as ações de pirataria de Nábis nas costas em redor do cabo Maleia tinham tornado aquelas águas ainda mais perigosas do que as costas da Macedónia.